# Palestyńska Inicjatywa Narodowa
Palestyńska Inicjatywa Narodowa (arab. ‏المبادرة الوطنية الفلسطينية‎, trb. Al-Mbadra al-Wtnija al-Flstinija) – palestyńska centrolewicowa partia polityczna, przywódcą ugrupowania jest Mustafa Barghouti.
Partia ma stanowić alternatywę dla radykalnego i islamistycznego ugrupowania Hamas i dla al-Fatahu, któremu działacze partii zarzucają brak demokracji wewnątrzpartyjnej i korupcję.
W wyborach prezydenckie w Autonomii Palestyńskiej w 2005 roku (zbojkotowanych przez radykalnych islamistów) przywódca partii Mustafa Barghouti zdobył 19,48 procent poparcia.